# Squiccia
La squiccia è un dolce tipico tortonese.

## Descrizione
Si tratta di un dolce povero, un impasto di farina, acqua e sale, fritte in strutto oppure olio di semi, e infine cosparse di zucchero a velo o confettura o frutta. Talora l'impasto può essere arricchito da uova oppure servito in versione salata.